# Tonsill
Tonsiller, även halsmandlar, är en ansamling av lymfatisk vävnad mellan gombågarna, i höjd med tungans rot och i svalget. De minskar något i storlek efter barndomsåren då de liksom adenoiden är verksamma i uppbyggnaden av immunförsvaret. Tonsillerna sitter på insidan av halsen och en vanlig missuppfattning är att man kan känna "halsmandlarna" invid käkvinkeln utifrån på halsen. Detta stämmer inte, dock finns här lymfkörtlar som sekundärt till en infektion i tonsillerna svullnar upp.
Halsmandlarna utgör en del av försvaret mot infektioner men vävnad med likartad funktion finns på flera andra ställen i munhålan.

## Klinisk betydelse
Vid halsfluss (tonsillit) eller körtelfeber (Epstein-Barr) infekteras tonsillerna av bakterier eller virus. En bakteriell tonsillit särskiljs med hjälp av de fyra så kallade Centor-kriterierna: feber över 38,5 grader, frånvaro av hosta, beläggningar på tonsillerna och svullna lymfkörtlar vid käkvinkeln, där sannolikheten för bakteriell genes (och därmed effekt av antibiotika) ökar ju fler kriterier som är uppfyllda.
Vid peritonsillit (halsböld) ansamlas var bakom en av halsmandlarna, vilket oftast är till följd av en föregående bakterieinfektion i tonsillerna. Vanliga symtom är asymmetri i mjuka (bakre delen av) gommen med ensidig smärta och svullnad med grötigt tal och gapsvårigheter som följd. Ofta har man eller har haft feber. I regel är det mycket smärtfullt att svälja. Den gängse behandlingen för halsböld är punktering och dränage av bölden samt efterföljande antibiotikabehandling. Ofta kan det bli aktuellt att öppna bölden flera gånger. Obehandlad finns risker för allvarliga komplikationer, framför allt lokal spridning av infektionen.
Stora tonsiller kan orsaka andningsbesvär såsom sömnapné och snarkningar, men även klangförändringar i talet, så kallade guttural klang. Om tonsillerna är så stora att de slår samman vid tal kan de även påverka nasalklangen, se velofarynxfunktion.
Förstorade halsmandlar kan även orsaka sväljningsbesvär med svårigheter att svälja fast föda. Hos en del tas halsmandlarna bort med så kallas tonsillektomi. Detta görs företrädesvis vid ständigt återkommande halsfluss, upprepade halsbölder, eller obstruktiv sömnapné som orsakas av förstorade tonsiller.
Genom att halsmandlarna är skrovliga, kan de härbärgera ansamlingar av skräp, så kallade tonsilloliter, som kan ge upphov till dålig andedräkt.

### Kirurgi
De flesta operationerna utförs på barn (<18 år). I Sverige är de vanligaste indikationerna snarkning eller luftvägsobstruktion, recidiverande (återkommande) tonsillit, kronisk tonsillit och peritonsillit (halsböld). De olika indikationerna har, åtminstone i Sverige, visat sig ha typiska ålders- och könsfördelningar. Snarkning/obstruktion på grund av förstorade tonsiller är något vanligare hos pojkar i förskoleåldern, medan de infektionsrelaterade indikationerna är något vanligare hos unga kvinnor.
När all tonsillvävnad opereras bort kallas det för tonsillektomi. Denna operation är vanligast vid infektionsrelaterad indikation.
När endast de utskjutande delarna av tonsillerna tas bort kallas det för tonsillotomi. I Sverige används tonsillotomi oftast om indikationen är snarkning eller luftvägsobstruktion. Vid denna indikation opereras ofta även den så kallade adenoiden bort. Det finns olika kirurgiska metoder för att utföra tonsillektomi och tonsillotomi. I en kommentar från Statens beredning för medicinsk och social utvärdering (SBU) från 2019 fann man att det inte gick att bedöma om varm operationsteknik coblation orsakade mindre smärta efter operation än kalla eller varma tekniker vid tonsillektomi. Det var också osäkert om risken för blödning mer än 24 timmar efter en tonsillektomi är större om kirurgen använder coblation jämfört med kalla och andra varma tekniker.

## Histologi
Då tonsillerna är belägna i munhåla och nasopharynx täcks de av ett epitel, vilket är dess kännetecken. Epitelet är oförhornat flerskiktat plattepitel som invagineras och bildar kryptor. Den lymfoida vävnaden består av många lymffolliklar och epitelet kan vara infiltrerat av lymfocyter. Folliklarna kan bilda germinalcenter. Germinalcenter är det centrala området av follikeln som innehåller omogna B-celler och därför färgas ljusare i ett histologiskt tvärsnitt.
Tonsillerna tillhör MALT (mucosa associated lymphatic tissue) och har som funktion att försvara mot patogener.